# Cola-Mentos-Fontäne

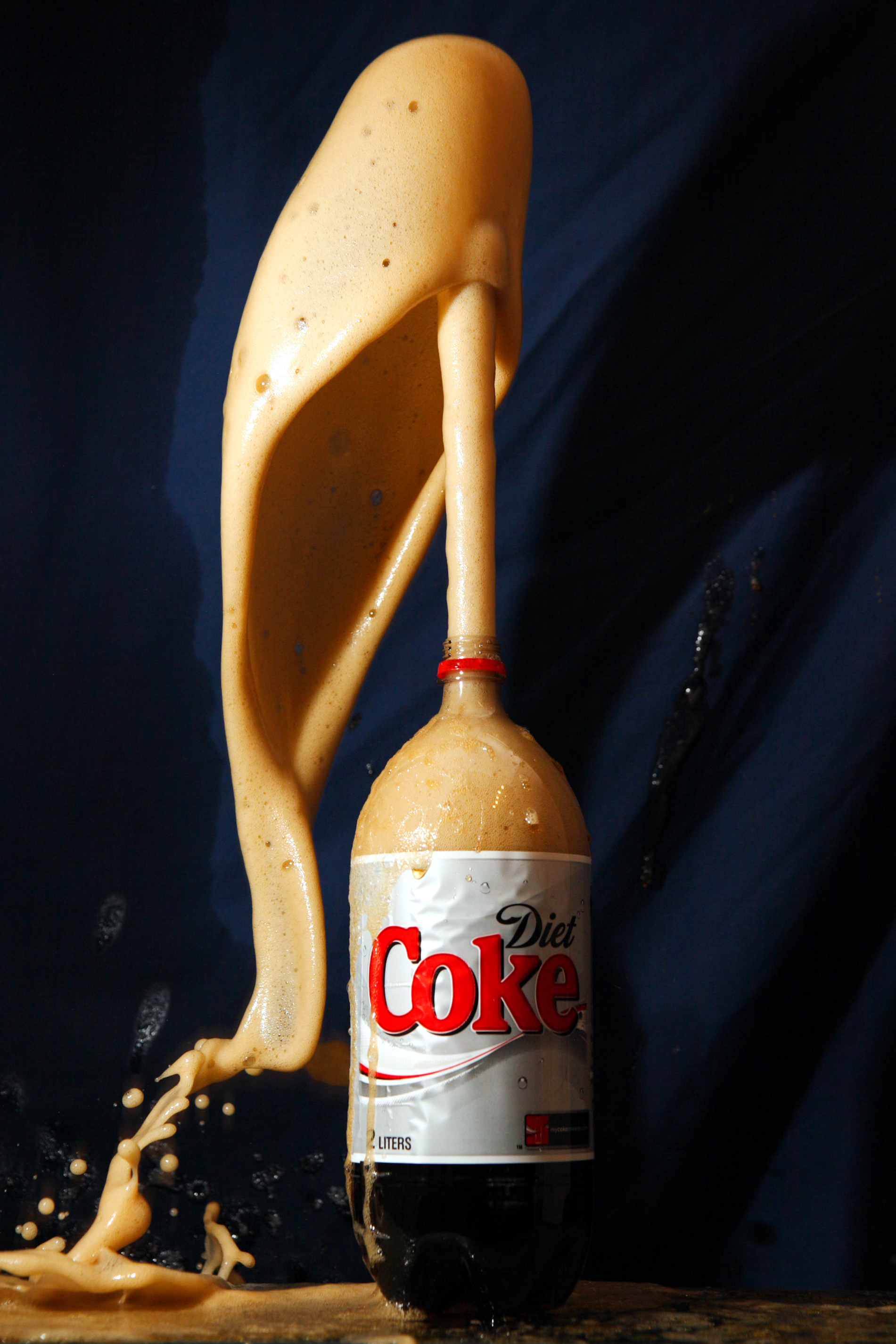
Eine Zwei-Liter-Cola-Light-Flasche, gleich nachdem ein Mentos hineingeworfen wurde

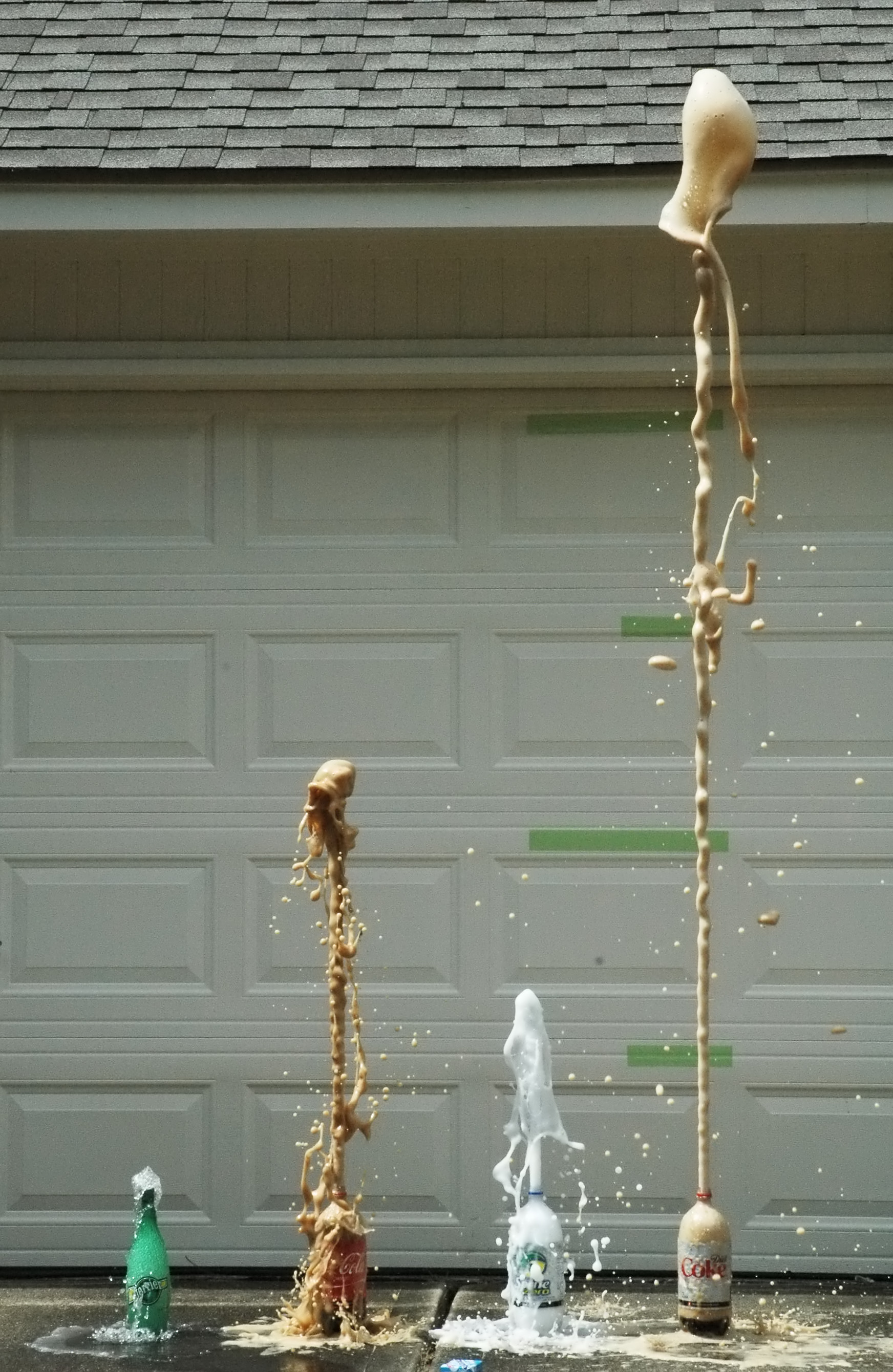
Von links nach rechts: Fünf Mentos pro Flasche mit Perrier, normaler Cola, Sprite und Cola Light

Die Cola-Mentos-Fontäne (auch als Cola-Mentos-Geysir oder Cola-Mentos-Experiment bekannt) wird durch Zugabe eines Mentos-Pfefferminzbonbons in eine Flasche Cola hervorgerufen, wodurch das kohlensäurehaltige Getränk wie ein Geysir eruptionsartig aus der Flasche spritzt. Das Experiment wurde erstmals 1999 in einer Fernsehshow vorgeführt. Eine weitere Demonstration im Fernsehen entwickelte sich 2005 zu einem viralen Video auf YouTube, das zur Veröffentlichung von weiteren ähnlichen Videos führte.

## Geschichte
In den 1980er Jahren wurden in den USA Life Savers benutzt, um Geysire im Kleinen zu erzeugen: Die mit einem Loch versehenen Süßigkeiten wurden dabei mit einem Pfeifenreiniger zusammengebunden und in ein kohlensäurehaltiges Getränk geworfen. Ende der 1990er Jahre vergrößerte der Hersteller dieser Bonbons deren Durchmesser, so dass sie nicht mehr durch den Flaschenhals von Getränkeflaschen passten. Naturwissenschaftslehrer fanden heraus, dass Mentos-Pfefferminzbonbons den gleichen Effekt erzeugten, wenn sie in eine Cola-Flasche geworfen wurden.
Lee Marek und Marek’s Kid Scientists führten das Mentos-und-Cola-Experiment 1999 in der Late Show with David Letterman vor.  Der Naturwissenschaftslehrer Steve Spangler führte im März 2002 eine Demonstration auf KUSA-TV in Denver, Colorado vor. Das Experiment wurde im September 2005 eine Internet-Sensation. Es wurde 2006 in der TV-Serie Mythbusters vorgeführt. Spangler unterschrieb eine Lizenzvereinbarung mit Perfetti Van Melle, dem Hersteller von Mentos, nachdem er eine Vorrichtung erfunden hatte, die es leichter macht, die Mentos-Bonbons in die Flasche zu bekommen, und dadurch einen großen Geysir erzeugt. Der Spielzeughersteller Be Amazing Toys von Spangler verkaufte die Geysir-Rohr-Spielzeuge ab Februar 2007. Im November 2014 wurde ein Guinness-Buch-Rekord mit 4334 simultan ausgelösten Geysiren aufgestellt.

## Wirkmechanismus
Sobald die Pfefferminzbonbons in das Getränk geworfen werden, bilden sich Bläschen an deren rauer Oberfläche, die nach oben aufsteigen. Währenddessen sinken die Pfefferminzbonbons auf den Boden der Flasche. Diese beiden Faktoren führen zu dem eruptionsartigen Geysir. Die in Cola enthaltenen chemischen Verbindungen Kaliumbenzoat und Kohlendioxid sowie das nur in Cola Light enthaltene Aspartam führen zusammen mit dem in Mentos enthaltenen Gummi arabicum zur exzessiven Schaumbildung.
Die Oberflächenstruktur von Mentos weist viele kleine Löcher auf, die die Gesamtoberfläche, an der die Nukleation stattfinden kann, stark vergrößern, so dass massiv Kohlenstoffdioxid-Bläschen gebildet werden, die aufsteigen und das eruptionsartige Heraussprudeln bewirken. Diese Hypothese wurde untermauert, als man Steinsalz als Auslöser der Nukleation verwendet hat. Tonya Coffey, Physikerin an der Appalachian State University in Boone, North Carolina, bestätigte, dass die raue Oberfläche hilft, die Nukleation auszulösen. Der Geysir entsteht sowohl bei konventionellen Getränken als auch bei Diätgetränken, wobei sich letztere leichter aufwischen lassen als die klebrigen Zuckerlösungen. Coffey fand zudem heraus, dass Aspartam in Diätgetränken die Oberflächenspannung reduziert und dadurch einen effektvolleren Geysir erzeugt. Koffein hat keinen beschleunigenden Effekt.